# Kōan
För andra betydelser, se Koan (olika betydelser).
Kōan (japanska: 康安?, Kō-an), 1361–1362, är en kort period i den japanska tideräkningen, vid det delade Japans norra tron. Kōan infaller under södra tronens Shōhei. Kejsare vid den norra tronen var Go-Kōgon. Shogun var Ashikaga Yoshiakira.